# Handelsvolumen (Börse)
Das Handelsvolumen (oder Börsenumsatz) ist im Börsenwesen eine betriebswirtschaftliche Kennzahl, die den Umsatz der an einer Börse notierten Handelsobjekte in einem bestimmten Zeitraum wiedergibt.

## Allgemeines
Als Handelsobjekte kommen Effekten (an Wertpapierbörsen), Finanzkontrakte und Commodities (Warenbörsen) und Energie (Energiebörsen) in Betracht. Das Kompositum „Handelsvolumen“ setzt sich sprachlich aus „Handel“ (für Börsenhandel) und „Volumen“ (für Marktvolumen) zusammen, so dass bei Effekten sowohl Aktien als auch Anleihen erfasst werden.
Die Kennzahl des Handelsvolumens ist ein Maßstab sowohl für die Betriebsgröße einer Börse als auch für die Beurteilung von Marktbreite, Markttiefe oder Marktliquidität eines bestimmten Finanzprodukts. Geringes Handelsvolumen schränkt Marktbreite, Markttiefe oder Marktliquidität ein. Es kann sich beim Börsenumsatz um den Handel mit einem bestimmten Handelsobjekt, allen Objekten eines bestimmten Börsensegments oder um den Umsatz einer gesamten Börse handeln. Der Börsenumsatz gehört als Marktvolumen zu den wichtigen Marktdaten, die von Marktteilnehmern einer Marktanalyse (Fundamentalanalyse, Chartanalyse) unterzogen werden.

## Primärmarkt
Für den Primärmarkt veröffentlicht die Deutsche Bundesbank folgende Emissionsstatistik, die das Platzierungsvolumen wiedergibt:
| Jahr | Schuldverschreibungen inländischer Emittenten (Brutto-Absatz, Nominalwert) in Mio. Euro | Aktien inländischer Emittenten (Kurswert) in Mio. Euro |
| ---- | --------------------------------------------------------------------------------------- | ------------------------------------------------------ |
| 2010 | 1375138                                                                                 | 20049                                                  |
| 2011 | 1337772                                                                                 | 21713                                                  |
| 2012 | 1340568                                                                                 | 05120                                                  |
| 2013 | 1433628                                                                                 | 10106                                                  |
| 2014 | 1362056                                                                                 | 18778                                                  |
| 2015 | 1359422                                                                                 | 07668                                                  |
| 2016 | 1206483                                                                                 | 04409                                                  |
| 2017 | 1047822                                                                                 | 15570                                                  |
| 2018 | 1148001                                                                                 | 16188                                                  |
| 2019 | 1285541                                                                                 | 09076                                                  |
| 2020 | 1870084                                                                                 | 17771                                                  |
| 2021 | 1658004                                                                                 | 49066                                                  |

Das Handelsvolumen des Primärmarktes wird maßgeblich bestimmt durch Anleihen. Der Fremdkapitalbedarf ist in Deutschland mithin wesentlich höher als der Eigenkapitalbedarf. Das liegt vor allem daran, dass der Finanzierungsbedarf der öffentlichen Haushalte im Segment der Schuldverschreibungen enthalten ist (Bundeswertpapiere, Landesanleihen und Kommunalanleihen).

## Sekundärmarkt
Als Werttreiber für das Handelsvolumen auf dem Sekundärmarkt gilt für Private Equity das Marktvolumen des Primärmarkts, das sich mit einer Zeitverzögerung von vier bis sieben Jahren auf dem Sekundärmarkt niederschlägt. Katastrophenanleihen besitzen auf dem Sekundärmarkt kein bedeutendes Handelsvolumen.
Die Handelsaktivitäten an Aktienmärkten sind meist dadurch gekennzeichnet, dass es eine parallele Entwicklung von Aktienkurs und Börsenumsatz gibt, was von der Chartanalyse untersucht wird. Die Entwicklung der Börsenumsätze über einen bestimmten Zeitraum heißt Umsatzverlauf. Dieser ist eine wichtige Kennzahl in der technischen Analyse. Er lässt Rückschlüsse auf die Handelsstrategie der Marktteilnehmer zu und kann über die Bildung oder Umkehr von Börsentrends Auskunft geben.
Der Börsenumsatz errechnet sich durch den Kurswert der an einem Handelstag umgesetzten Aktien, Anleihen und Investmentzertifikate. Der Kurswert wiederum ergibt sich aus dem Börsenkurs und der Anzahl der umgesetzten Finanzprodukte.
Marktkapitalisierung
```
    Anzahl der emittierten Aktien:            1.100.000 Stück
    - Anzahl der selbst gehaltenen Aktien:      100.000 Stück
    = Streubesitz in Umlauf:                  1.000.000 Stück
    Aktueller Börsenkurs je Aktie:                     50 EUR
    Marktkapitalisierung:                      50.000.000 EUR
```

Die Marktkapitalisierung ist von Bedeutung bei der Zuordnung einer Aktie zu einem Aktienindex, beispielsweise dem DAX. Je geringer der Streubesitz ist, umso geringer ist die Marktkapitalisierung und umgekehrt.
Die Marktkapitalisierung reflektiert den maximal möglichen Börsenumsatz einer Aktie an einem bestimmten Handelstag. Stellt man ihr den tatsächlichen Börsenumsatz gegenüber, ergibt sich der Handelsanteil dieser Aktie an ihrem gesamten maximal möglichen Handelsvolumen.

## Aktienindex
Der Börsenumsatz spielt auch eine Rolle für die Zuordnung einer Aktie zu einem Aktienindex. So umfasst der DAX die 40 größten und (bezogen auf die Streubesitz-Marktkapitalisierung) liquidesten Unternehmen des deutschen Aktienmarktes und repräsentiert rund 80 Prozent der Marktkapitalisierung börsennotierter Aktiengesellschaften in Deutschland. Die Deutsche Börse entscheidet in regelmäßigen Abständen nach den Kriterien Börsenumsatz und Marktkapitalisierung über die Zusammensetzung der Indizes.

## Waren- und Energiebörsen
Auch das Handelsvolumen an Warenbörsen oder Energiebörsen wird für Commodities oder Energie ermittelt, um – wie bei allen Börsen – den Umsatz und die Größe der Börse darzustellen. Durch die Kopplung europäischer Energiebörsen während des Intraday-Handels wird ein maximales Handelsvolumen ermöglicht und eine umfassende Information aller Marktteilnehmer zu Preisen und Handelsvolumen gewährleistet.

## Besteuerung
Der Börsenumsatz eines einzelnen Marktteilnehmers kann auch Besteuerungsgrundlage für die Börsenumsatzsteuer sein, die in manchen Ländern erhoben wird.

## Wirtschaftliche Aspekte
Das Handelsvolumen ist insbesondere bei Aktien von Interesse wegen der möglichen Marktenge und Volatilität sowie wegen der Marktkapitalisierung. Bei der Aktienanalyse dient unter anderem das Handelsvolumen zur Bestimmung des Börsentrends. Ein hohes Handelsvolumen bei gleichzeitigem Aufwärtstrend und ein niedriges, mit einem Abwärtstrend gekoppeltes Handelsvolumen deuten auf einen künftigen Kursanstieg hin. Ein geringes Handelsvolumen ist ein typisches Zeichen für einen Bärenmarkt.
Börsennotierte Großunternehmen mit hoher Marktkapitalisierung weisen meist ein größeres Handelsvolumen auf. Dies ist neben der höheren Marktkapitalisierung auch auf die mediale Aufmerksamkeit zurückzuführen, die ihnen zuteilwird. Kleinunternehmen mit geringerer Marktkapitalisierung haben im Durchschnitt auch ein geringeres Handelsvolumen, bei ihnen kann Marktenge auftreten. Dadurch kann deren Kursverlauf jedoch volatiler sein, da geringere Umsätze bereits nennenswerte Kursschwankungen verursachen können. Dies stellt eine Form des Liquiditätsrisikos dar, sowohl für Käufer als auch Verkäufer, weil die Liquidierbarkeit eingeschränkt sein kann.
Das Handelsvolumen über alle Wertpapiere eines Handelsplatzes ist ein Indikator für den Marktanteil einer Börse und damit in der Interpretation vergleichbar dem Umsatz oder den Assets under management von anderen Unternehmen.

## International
In den Vereinigten Staaten hat das Handelsvolumen eines Wertpapiers auch rechtliche Bedeutung. Wer eine bestimmte Anzahl eines Wertpapiers im Verhältnis zum gehandelten Volumen kauft oder verkauft, fällt unter Artikel 144 des Securities Act von 1933. Die Berechnung des Handelsvolumens wird daher von der United States Securities and Exchange Commission (SEC) vorgenommen.